# راگبی لیگ مسترز
راگبی لیگ مسترز (به انگلیسی: Masters Rugby League) زیرشاخه ای از دسته ورزش‌های راگبی است. پیدایش این ورزش به نیوزیلند در سال ۱۹۹۲ باز می گردد. پس از آن در استرالیا و انگلستان نیز به ورزشی محبوب تبدیل شد. 